# Стогорский, Александр Павлович
Александр Павлович Стогорский (настоящая фамилия — Пятигорский; 13 (26) февраля 1910, Екатеринослав — 6 января 1987, Москва) — советский виолончелист и музыкальный педагог. Брат Г. П. Пятигорского.

## Биография
Родился 14 (27) февраля 1910 года в Екатеринославe (ныне Днепр, Украина) в еврейской семье. Его родители, екатеринославский мещанин Исаак Абрамович (Ицко Аврумович) Пятигорский (1876—?) и Бася Лейзеровна Амчиславская (1882—?), дочь кременчугского мещанина, заключили брак в Екатеринославе 6 октября 1898 года.
В 1934 году окончил Московскую консерваторию по классу виолончели у профессора М. И. Ямпольского. Учился под его же руководством в аспирантуре (Школе высшего мастерства), которую окончил в 1936 году.
В 1934—1941 годах был солистом Московской филармонии, и в 1934—1948 годах — солистом Гастрольбюро. Был первым исполнителем концертов для виолончели с оркестром В. А. Золотарёва, А. В. Мосолова, А. В. Богатырёва, которые посвятили ему эти произведения. В 1937 году стал лауреатом 1-го Всесоюзного конкурса музыкантов-исполнителей в Москве (6-я премия).
Преподавал по классу виолончели в Московской консерватории (в 1936—1941 годах ассистент, с 1941 года доцент). В 1941—1943 годах преподавал в Уральской консерватории, в 1946—1954 годах — в Горьковской консерватории, в 1954—1962 годах — в Белорусской консерватории (с 1961 года профессор). С 1963 по 1984 год — профессор Музыкально-педагогического института имени Гнесиных в Москве.
Автор ряда исполнительских и текстологических редакций произведений для виолончели, вступительных статей к нотным сборникам, а также многих публикаций в журналах.